# Los Reyes Acaquilpan
Los Reyes Acaquilpan ou Los Reyes é uma cidade do estado do México e cabecera municipal do município de La Paz, no México.

## História
Durante os tempos pré-hispânicos, a área era habitada por diferentes grupos indígenas que se dedicavam principalmente à agricultura e à pesca, aproveitando os recursos naturais locais.
A cidade cresceu e tornou-se um município independente em 1875, sob o nome de "La Paz". No entanto, em 1956, decidiu-se adicionar o nome "Los Reyes" em homenagem à capela e sua importância cultural na história do lugar.